# SC Leeuwen
Sportclub Leeuwen, kortweg SC Leeuwen, is een Nederlandse amateurvoetbalclub uit Leeuwen in Limburg. De club  opgericht op 1 juni 1961.
De clubkleuren zijn oranje-wit. SC Leeuwen is momenteel actief in senioren-, jeugd-, meisjes- en veteranenvoetbal. De thuiswedstrijden worden gespeeld op Sportpark Loyveld.

## Geschiedenis
De Leeuwer Footbal Club werd in 1922 opgericht. De club werd kort erna omgedoopt tot Victoria en kreeg in 1929 nogmaals een nieuwe naam: Voetbalvereniging Leeuwen. Na de Tweede Wereldoorlog fuseerde VV Leeuwen op 26 juli 1945. met de Maasnielder Voetbal Club, waardoor Sportvereniging Victoria Maasniel ontstond. Doordat de club verderging op het sportcomplex in Maasniel, had Leeuwen 16 jaar lang geen eigen voetbalclub.
Op initiatief van Scouting Sint Joris Leeuwen werd SC Leeuwen opgericht op 1 juni 1961. Zo had Leeuwen na 16 jaar weer een voetbalclub in het dorp.
SC Leeuwen is vanaf 1 januari 1997 niet meer eigendom van de gemeente en is hiermee een geprivatiseerde club geworden.

## Sportpark Loyveld
SC Leeuwen speelde oorspronkelijk aan de Zandstraat in Leeuwen. In 1974 verhuisde de club naar de huidige locatie aan de Loyveldweg. Tot 1997 was het sportpark eigendom van de gemeente, maar op 1 januari 1997 werd het geprivatiseerd en kwam het volledig in handen van SC Leeuwen.
Het sportcomplex beschikt over:
- Twee wedstrijdvelden
- Een trainingsveld met lichtmasten
- Zes kleedlokalen
- Een kantine

De wedstrijdvelden hebben geen verlichting.

## Kantinebrand
Op 30 december 2013 brak om 00:14 uur een grote brand uit in de kantine van SC Leeuwen. Het volledige clubarchief en de prijzenkast gingen in vlammen op. Om 01:21 uur werd het sein brand meester gegeven, maar het nablussen duurde nog enkele uren. Slechts de kleedkamers bleven gespaard. De oorzaak van de brand werd nooit vastgesteld.
De oude kantine, die in 1983 in gebruik werd genomen, bestond uit noodlokalen van de voormalige Rijks HBS Roermond. De oude kantine van ongeveer 25 bij 10 meter bestond geheel uit houten en metalen wanden. 
SC Leeuwen stond voor een uitdaging nadat de kantine in vlammen was opgegaan. Dit kwam doordat de club geprivatiseerd is en niet kon rekenen op steun van de gemeente, en het stichten van een nieuwe kantine aanzienlijke kosten met zich zou meebrengen. Daarom werd op 23 januari 2014 een benefietavond georganiseerd in Leeuwen, waarmee de club maar liefst €75.000,- had opgehaald met optredens van lokale artiesten. Daarnaast won de club de derde projectronde van de Klaas-Jan Huntelaar Foundation en ontving een bijdrage van €19.000,-
Met het opgehaalde geld is op 16 december 2014 de nieuwe kantine geopend. Zo had SC Leeuwen weer een thuisplek.

## Pingelcup
De Hansen Dranken Pingelcup is sinds 2013 een jaarlijks penaltytoernooi dat wordt georganiseerd door SC Leeuwen. Slechts in de jaren 2020 en 2021 is het toernooi afgelast vanwege de coronapandemie. 
Deelnemers moeten 16 jaar of ouder zijn. In totaal nemen 48 teams deel, die bestaan uit minimaal vier spelers en een keeper.
Het toernooi verloopt als volgt:
- Teams worden in poules ingedeeld.
- Een overwinning levert 3 punten op, een gelijkspel 1 punt, en een verlies 0 punten.
- Elk team neemt 10 penalty’s per ronde.
- De beste teams uit de poulefase gaan door naar de knock-outfase.
- Het laatst overgebleven team wint de Pingelcup.

## Overzichtslijsten

### Competitieresultaten vanaf 1984/85
| 11 4F |

| 11 4F |

| 5 4F |

| 4 4F |

| 4 4F |

| 8 4F |

| 10 4F |

| 11 4F |

|  |

| 7 5C |

| 5 5C |

| 9 5C |

| 11 5C |

| 1 6C |

| 8 5D |

| 4 6D |

| 6 5D |

| 11 5D |

| 2 6C |

| 7 5D |

| 3 5D |

| 1 5D |

| 9 4E |

| 7 4D |

| 5 4D |

| 6 4D |

| 10 4D |

| 9 4E |

| 3 4D |

| 6 3C |

| 12 3B |

| 14 4D |

| - 5C |

| - 5B |

| 12 5B |

| 10 5B |

| 1 5C |

| 3 4D |

| - 4- |

| Derde klasse | Vierde klasse | Vijfde klasse | Zesde klasse |

Vanaf de seizoenen 1992/93 tot 1995/96 speelde Leeuwen in de Eerste Klasse van de Limburgsche Voetbalbond.
In elke staaf van de grafiek staat van boven naar beneden vermeld: 
- Eindnotering

Dit is de positie die de club heeft bereikt in de competitie, zonder eventuele beslissings-, play-off- of nacompetitiewedstrijden die nodig zijn geweest om bijvoorbeeld de kampioen van de competitie te bepalen.
Indien een * achter het getal staat is de notering een tussenstand en kan het zijn dat de notering niet overeenkomt met de uiteindelijke eindstand van de competitie.
Staat er een - dan is het seizoen nog bezig en is er geen definitieve uitslag bekend.
Staat er xx op de positie van de notering, dan heeft de club vroegtijdig de competitie verlaten. Dit kan onder andere komen door terugtrekking van het team, faillissement van de club of door een uitgedeelde straf van de KNVB. In veel gevallen staat elders in het artikel de reden vermeld.
Staat er een ? dan is het resultaat uit het verleden onbekend, en is alleen de competitie of het niveau bekend van dat seizoen.
In de seizoenen 2019/20 en 2020/21 werd wegens de coronacrisis het amateurvoetbal afgebroken. Daardoor kennen deze staven geen eindklassering (middels -- weergegeven).
- Competitieniveau en afdelingsletter of Officiële eindstand Eredivisie
  - Competitieniveau en afdelingsletter

Hierbij geeft het getal het niveau weer, dat ook terug te vinden is in de legenda. De letter is de afdelingsaanduiding en wordt gebruikt wanneer er meer afdelingen zijn op hetzelfde niveau. De afdelingsletter is altijd een hoofdletter en wordt meestal zonder nummer gebruikt.
Voorbeeld: 2F is niveau 2e klasse competitie F.
Het competitieniveau en nummer wordt niet vermeld wanneer er slechts één competitie van dit niveau was.
  - Officiële eindstand Eredivisie (getal staat tussen haakjes vermeld)

Sinds de introductie van play-offwedstrijden voor Europees voetbal na afloop van de reguliere competitie in 2005/06, is de KNVB verplicht een eindstand van de Eredivisie door te geven aan de UEFA aan de hand van deze play-offwedstrijden.
Bij deze eindstand staan clubs die zich hebben gekwalificeerd voor Europees voetbal hoger dan clubs die zich niet wisten te kwalificeren. Indien er geen verschil was tussen de eindnotering en de officiële eindstand, staat dit getal niet vermeld.

- Onderafdeling

Hier staat afgekort de naam van de onderafdeling indien de club in dat jaar in een onderafdeling uitkwam. Tevens staat deze afkorting in de legenda en wordt gelinkt naar het artikel over deze onderafdeling. Deze afkorting wordt alleen vermeld wanneer de club in het verleden in verschillende onderafdelingen heeft gespeeld. Deze vermelding is in de staaf altijd in kleine letters. Deze onderafdelingen zijn na het seizoen 1995/96 afgeschaft. Heeft de club in slechts één onderafdeling gespeeld, dan is dit alleen terug te vinden in de legenda.
Onder de staaf staat het jaartal vermeld waarin het seizoen is afgesloten. 15 verwijst naar het seizoen 2014/15 of eventueel het seizoen 1914/15.
Wanneer een staaf leeg is, zijn deze gegevens niet bekend. Het kan ook zijn dat de club dat seizoen niet heeft meegespeeld op het hogere amateurniveau, vroegtijdig de competitie heeft verlaten of uit de competitie is gezet.

In het seizoen 1944/45 was er wegens de Tweede Wereldoorlog geen regulier competitievoetbal.

### Erelijst
Kampioen Vijfde klasse: 2008/09, 2023/24
Kampioen Zesde klasse: 2000/01

### Trainers vanaf 2001/02
- Sjaak Puts: 2001 - 2002
- Frans Gommans: 2002 - 2006
- Patrick Wolters: 2006 - 2009
- Piet Vogen: 2009 - 2010
- Theo Schmitz: 2010 - 2015
- Robert Dörenberg: 2015 - 2018
- Stefan Saelemans: 2018
- Marcel Jeurissen: 2019 - 2022
- Erwin de Graaff: 2022 - 2025
- Loek Hamers: 2025 - Heden

### Voorzitters vanaf 1974/75
- Frits Verhaegh 1974 - ?
- Leon Frissen 1984 - ?
- Jo Giesberts 1994 - ?
- John Dörenberg ? - 2010
- Rob Roza: 2010 - Heden

## Bekende (oud-)spelers
- Harrie Gommans
- Bjorn van Zijl

## Trivia

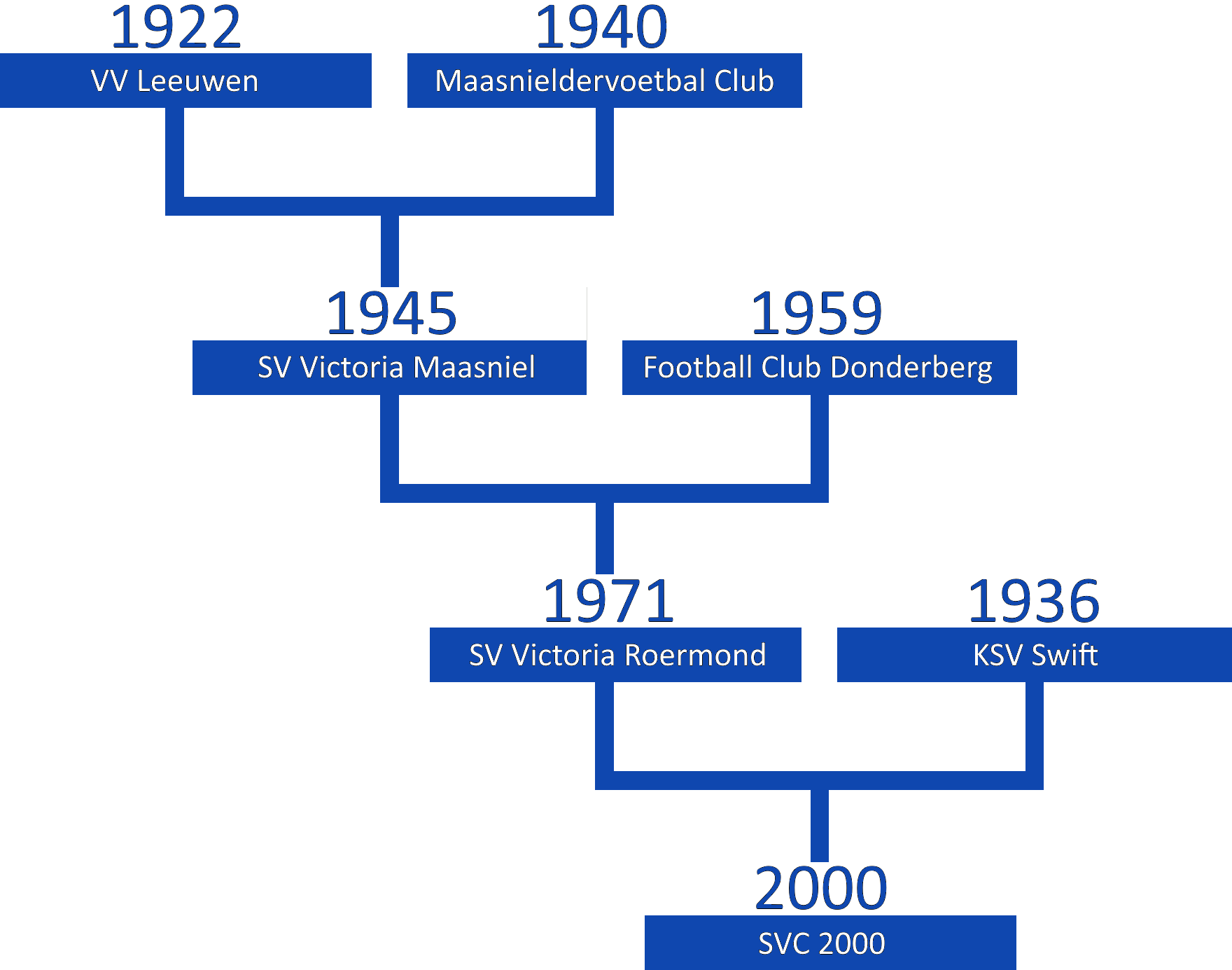
Stamboom van SVC 2000

- Sportvereniging Victoria Maasniel is uiteindelijk in 1971 gefuseerd met Football Club Donderberg, waardoor Sportvereniging Victoria Roermond ontstond. Na de laatste fusie tussen SV Victoria en Katholieke Sportvereniging Swift is SVC 2000 ontstaan, een stadsrivaal van SC Leeuwen.